# Sassacus barbipes
Sassacus barbipes là một loài nhện trong họ Salticidae.
Loài này thuộc chi Sassacus. Sassacus barbipes được Elizabeth Maria Gifford Peckham & George William Peckham miêu tả năm 1888.